# Maddur Rural, Maddur
Maddur Rural là một làng thuộc tehsil Maddur, huyện Mandya, bang Karnataka, Ấn Độ.